# Blood of Bahamut
Blood of Bahamut (ブラッド オブ バハムート Buraddo obu Bahamūto?) es un videojuego de rol de acción (ARPG) desarrollado por Think & Feel y distribuido por Square Enix. Salió para la Nintendo DS en Japón el 6 de agosto del 2009.

## Modo de juego
Blood of Bahamut es un videojuego de rol de acción (ARPG) en el que hasta cuatro jugadores pelean contra gigantes bestias en ambas pantallas de la Nintendo DS. Para poder derrotar al gigante, los jugadores primero deben destruir su armadura protectora para después atacar el "núcleo" y finalmente atacar el resto de las partes del cuerpo. Los gigantes pueden invocar pequeñas bestias contra las que el jugador debe pelear simultáneamente. Acabando con las partes del cuerpo del gigante y las pequeñas bestias el jugador será recompensado con "materiales" con los que podrá producir mejores armas. El juego proporciona hasta 130 misiones.

## Trama
El juego está situado en una ciudad construida en la espalda de una gran bestia conocida como Giant (gigante). La ciudad es atacada repentinamente y los protagonistas Ibuki y Yui deben defenderla al igual que a otras ciudades construidas en Giants (gigantes) que están despertándose. La historia se desarrolla con siete personajes en total. Los Gigants lo sienten y para defenderse ellos mismos forman parte en las batallas. Los Gigants incluyen a Bahamut, Ifrit, Shiva, Fenrir, y Gilgamesh, muchos de ellos son monstruos invocados aparecidos en la popular serie de videojuegos de Square Enix Final Fantasy.

### Personajes
- Ibuki (イブキ?): El protagonista masculino principal armado con una espada. Es un invocador con el poder del Dragón que reside en su cuerpo.[5]
- Yui (ユイ?): Protagonista femenina principal y miembro del clan Giant que lleva un báculo.
- Kamo-Ogre (カモ＝オウガ Kamo-Ouga?): Comandante del clan Ifrit, usa un hacha de batalla.
- Santiago (サンチャゴ Sanchago?): Saúco del clan Fenrir, porta una lanza.
- Ryuma (リュマ?) Dejó el clan Shiva para viajar por el mundo como un 'espíritu libre', porta un cañón de mano.
- Ren (レン?): Otro espadachín del clan Gigant. Porta una katana samurái.
- Aslan (アスラン Asuran?): Caballero de orígenes inciertos, porta una gran espada.

## Desarrollo
Blood of Bahamut fue dirigido por Motomu Toriyama, quien previamente trabajó en otros más títulos de Square Enix, incluyendo Bahamut Lagoon, un Videojuego de rol táctico para la Super Famicom. Antes de su anuncio oficial, la marca de Blood of Bahamut dio a conocer rumores sobre una conexión con Bahamut Lagoon, pero esa conexión no ha sido confirmada o negada por Square Enix. Blood of Bahamut fue desarrollado por Eisuke Yokoyama, quien recientemente ha trabajado en el Final Fantasy XII: Revenant Wings. El equipo estableció como meta "[...]cruzar los límites de la DS con un sentimiento dinámico y directo del control." La música del juego ha sido compuesto por Naoshi Mizuta. La banda sonora salió en Japón el 12 de agosto del 2009.
Ignition Entertainment trató de licenciar el juego al extranjero en el mercado Norteamericano; sin embargo, Square Enix rechazó la oferta. Ignition's Shane Bettenhausen explicó, "Contactamos con ellos y no estaban interesados en su licencia. Por el tipo de acuerdo con ellos [Square Enix] probablemente no lo distribuirían aquí, así que valía la pena intentarlo". Sin embargo actualmente hay un proyecto de traducción realizado por fanes del juego.

## Reception
La revista de videojuegos Famitsu dio a Blood of Bahamut una puntuación de 31 sobre 40. El juego vendió 66.000 copias el mes de su salida. Las ventas del juego llegaron hasta las 89.193 al final del 2009.